# Swiss Market Index
De Swiss Market Index (meestal afgekort tot SMI) is de index van de Zwitserse beurs. Het telt 20 fondsen, en de samenstelling vindt plaats op basis van marktkapitalisatie en het handelsvolume. De index is op 30 juni 1988 ingevoerd met een beginstand van 1500 punten.

## Samenstelling
Op 31 december 2024 waren de drie grootste bedrijven in de index Nestle, met een gewicht van 16,1%, gevolgd door Novartis (met 14,8%) en Roche (14,7%). In de index is de gezondheidssector zwaar vertegenwoordigd met een gewicht van 37%, de financiële sector heeft 21% en de sector consumptiegoederen 16%.
Samenstelling van de index per 27 oktober 2024:
- ABB (industriële machines)
- Alcon (gezondheidszorg)
- Geberit (sanitair)
- Givaudan (chemie)
- Holcim (bouwmaterialen)
- Kuehne + Nagel (logistieke dienstverlener)
- Logitech (computer randapparatuur)
- Lonza Group (chemie)
- Nestlé (voedingsmiddelen)
- Novartis (farmacie)
- Partners Group (beleggingen)
- Richemont (sieraden en horloges)
- Roche (farmacie)
- SIKA (chemie)
- Sonova (hoorzorg)
- Swiss Life (verzekeringen)
- Swiss Re (herverzekeringen)
- Swisscom (telecommunicatie)
- UBS (bank)
- Zurich Insurance Group (verzekeringen)

## Koersverloop
De index is gestart op 30 juni 1988 met een beginstand van 1500 punten. De eerste top werd tien jaar later bereikt op 21 juli 1998 met een stand van 8489 punten. Op 21 maart 2003 werd de laagste stand neergezet van 3618 punten.
| Jaar | In punten | Verandering |
| ---- | --------- | ----------- |
| 1990 | 1383,1    |             |
| 2000 | 8135,4    |             |
| 2005 | 7583,9    | 33,2%       |
| 2006 | 8785,7    | 15,9%       |
| 2007 | 8484,5    | −3,4%       |
| 2008 | 5534,5    | −34,8%      |
| 2009 | 6545,9    | 18,3%       |
| 2010 | 6436,0    | −1,7%       |
| 2011 | 5936,2    | −7,8%       |
| 2012 | 6822,4    | 14,9%       |
| 2013 | 8203,0    | 20,2%       |
| 2014 | 8983,4    | 9,5%        |
| 2015 | 8818,1    | −1,8%       |
| 2016 | 8219,9    | −6,8%       |
| 2017 | 9381,9    | 14,1%       |
| 2018 | 8429,3    | −10,2%      |
| 2019 | 10.616,9  | 26,0%       |
| 2020 | 10.703,5  | 0,8%        |
| 2021 | 12.875,7  | 20,3%       |
| 2022 | 10.729,4  | −16,7%      |
| 2023 | 11.137,8  | 3,8%        |
| 2024 | 11.600,9  | 4,2%        |

 AEX ·  ATX ·  BEL 20 ·  BET-20 ·  BIRS ·  BUX ·  CAC 40 ·  CROBEX ·  DAX ·  FTSE 100 ·  FTSE MIB ·  IBEX ·  Iceland 15 ·  ISEQ ·  LuxX ·  OMX Copenhagen 20 ·  OMX Helsinki 25 ·  OMX Stockholm 30 ·  OBX ·  PSI ·  PX Index ·  SAX ·  SMI ·  WIG 20